# Antoni Vives (cantant)
Antoni Vives fou un baix català de mitjan segle xix.
Va aparèixer en la primera òpera estrenada al Liceu de Barcelona, Anna Bolena, el 17 d'abril de 1847 en el paper de Rochefort. Només se sap que després va cantar cinc temporades seguides al Liceu.